# Domenico Cagnoni
Domenico Cagnoni (Verona, 1734 – Milano, 8 gennaio 1797) è stato un incisore italiano.

## Biografia

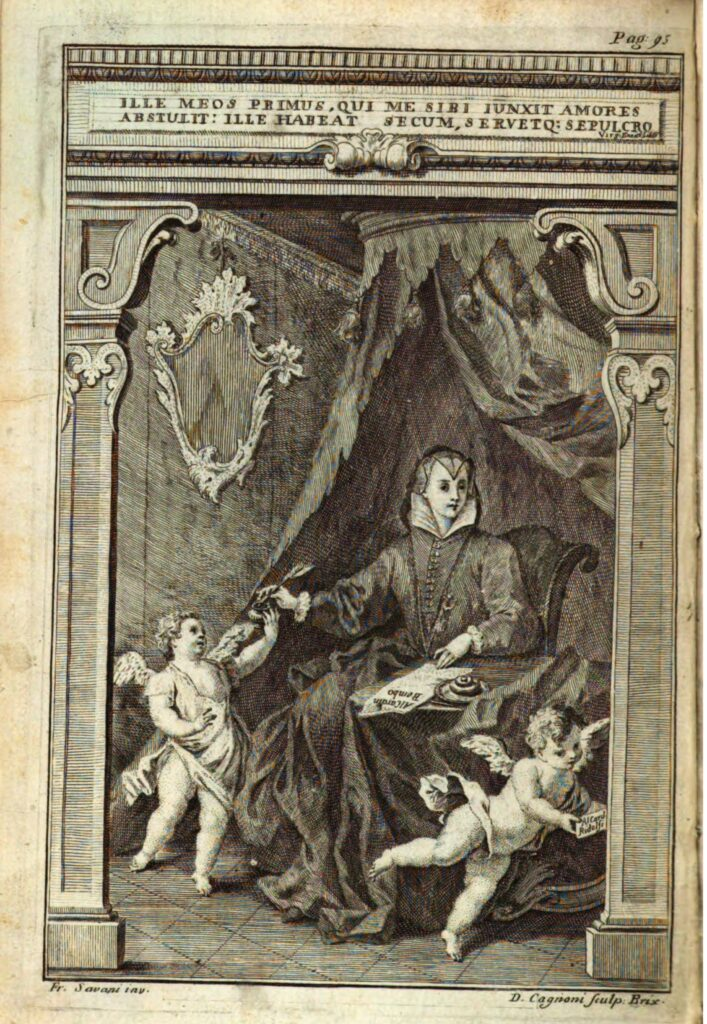
D. Cagnoni, Veronica Gambara scrive a Pietro Bembo (1759)

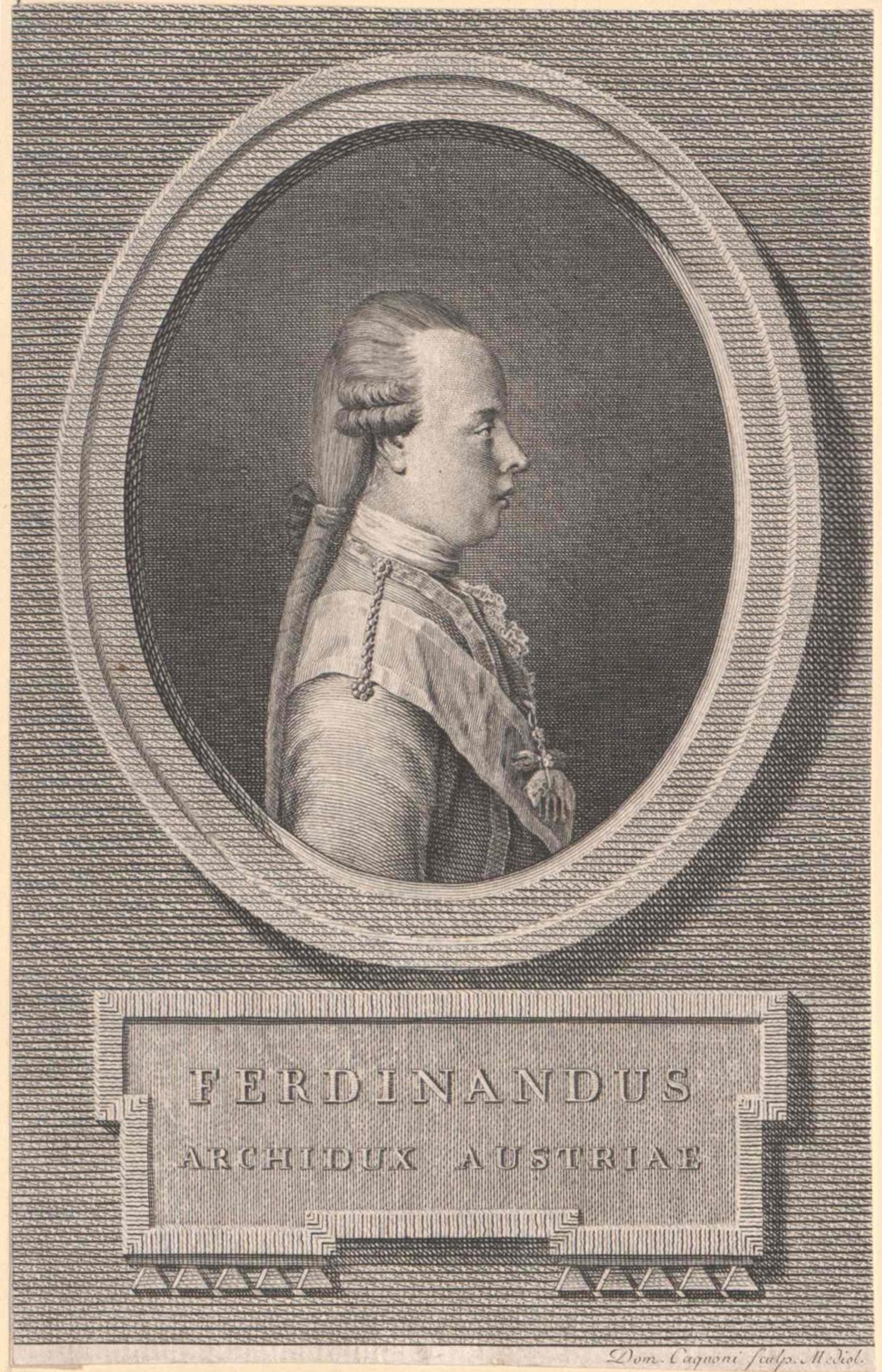
D. Cagnoni, Arciduca Ferdinando d'Austria-Este

Domenico Cagnoni nasce a Verona nel 1734; qui si forma e inizia la sua attività con alcune incisioni: un'Adorazione dei Magi, datata 1754,
un S. Onofrio eremita e il ritratto di Carlo Gianella medico e filosofo.
Nel 1758 si trasferisce a Brescia dove affina la sua tecnica sotto la guida dell’incisore illustratore veneziano Francesco Zucchi che lavorava per l’editore bresciano Rizzardi. 
Il Cagnoni si specializza nei vari generi di illustrazione, con la riproduzione di dipinti o disegni altrui come era consuetudine degli incisori di quei tempi ma anche, più raramente, con sue invenzioni; illustra libri a carattere sacro
e profano, dalle composizioni letterarie a quelle scientifiche: storia, geografia, agricoltura, architettura, medicina, (come nel “Trattato della struttura del cuore ….”),
arricchendoli con tavole,  incisioni in antiporta e in frontespizio, capolettera, testatine e finalini; spesso con il ritratto dell’autore o del personaggio del libro, immortalato come usava,  a mezzo busto in una cornice ovale, 
più raramente a figura intera. 
Il Cagnoni era molto abile nell’incisione di vignette da realizzare in spazi contenuti, utilizzate anche nei numerosi biglietti da visita che gli commissionavano. Nelle decorazioni del Cagnoni un elemento grafico che lo distingue e che dà alla composizione un senso di leggerezza, sono i putti in vari atteggiamenti a seconda delle caratteristiche dell’opera da illustrare sia che si tratti di libri a carattere scientifico che religioso oppure a soggetto araldico dove i putti portano in volo stemmi nobiliari, festoni, fiori, rami d’alloro. 
A Brescia il Cagnoni collabora con gli editori Gianbattista Bossini e Gianmaria Rizzardi e, dopo la morte dell’incisore Zucchi nel 1764, eredita la sua vasta committenza e soprattutto gli impegni con gli editori bresciani. D’ora in poi il Cagnoni svolgerà una intensa attività che durerà fino al 1797, anno della sua morte.
Nel 1770 il Cagnoni aveva raggiunto una buona fama come intagliatore tanto che Pietro Verri che doveva curare la ristampa del “Veterum disciplina in re rustica “del teologo Adrian Kembter si rivolse a lui per la realizzazione delle 28 vignette che adornano il libro, relative alla contemplazione della natura e dei lavori nei campi. Il 5 ottobre dello stesso anno il Cagnoni viene nominato regio incisore con decreto di Francesco III d'Este duca di Modena, in nome dell’imperatrice Maria Teresa d'Austria con un compenso annuo di quarantacinque gigliati con l’obbligo di eseguire le opere di cui gli fosse data commissione e d’istruire un certo numero di allievi. 
Nel 1772 il Cagnoni si trasferisce a Milano; pur mantenendo i suoi rapporti con gli stampatori bresciani, comincia l’attività di collaborazione con quelli milanesi specie Giuseppe Galeazzi,  editore dell’opera del Kembter, e Giuseppe Marelli. Nel 1773 Pietro Verri gli affida l'esecuzione delle incisioni che illustrano la sua “Storia di Milano” in due volumi.
La fama del Cagnoni come incisore si era diffusa, specie nell’Italia settentrionale, e la sua opera venne richiesta oltre che dagli stampatori di Brescia e Milano anche da quelli di altre città: Bergamo, Bologna, Cagliari, Como, Mantova, Parma, Piacenza, Roma, Torino, Venezia, Verona.
Un particolare rapporto di collaborazione si era instaurato con la Stamperia Reale di G.B. Bodoni a Parma,
iniziato con l’opera “Epithalamia exoticis linguis reddita in nuptias Caroli Emmanuelis Fernandias….”  del 1775, prima completa prova tipografica nella storia dei caratteri orientali di produzione europea, per la quale erano stati chiamati i migliori incisori: Benigno Bossi, Giovanni Volpato, Simon Jean Francois Ravenet. Con il Bodoni che lo considerava “bravissimo incisore” il Cagnoni avena creato un buon rapporto di amicizia come lo dimostrano le sue lettere al Bodoni; in esse si menzionava sempre con espressioni di lode l’architetto parmense E. Ferrari che gli inviava i disegni per le incisioni.

## Opere
Le incisioni del Cagnoni sono molto numerose, qui elenchiamo un certo numero di volumi che contengono opere interessanti e di varie tipologie; un elenco più completo si trova su “Commentari dell’Ateneo di Brescia per l’anno 1983, relativamente agli anni fino al 1775 e su “Internet Culture” anche per gli anni fino al 1797:
- Atti della solenne coronazione… della insigne poetessa… Corilla Olimpica, Stamperia Reale Bodoni, Parma 1779 (ritratto all’antiporta, 11 vignette e 12 finalini)
- P. Barzani,Vita del Panagioti da Sinope con alcune sue lettere, Rizzardi, Brescia 1760 (ritratto del Panagoti disegnato dal Cagnoni)
- A. Brognoli, La Giostra dell'anello fatta da cavalieri bresciani…, Brescia, Rizzardi, 1766 (tavola ripiegata più volte con Prospetto della Giostra tenuta in Brescia il 3 di Febbraio del 1766 nella Piazza Vecchia, uno stemma)[16],
- A. Brognoli,Il pregiudizio, Rizzardi, Brescia 1766 (antiporta, frontespizio, testata, capilettera e finalini)
- O. Calini, La Zelinda…,Rizzardi, Brescia, 1772 (antiporta, frontespizio con ritratto Carlo Emmanuele, testate, capilettera e finalini)
- O. Calini, Jefte…, Rizzardi, Brescia 1774 (antiporta, frontespizio con ritratto Ferdinando di Borbone, testatine, capilettera e finalini)

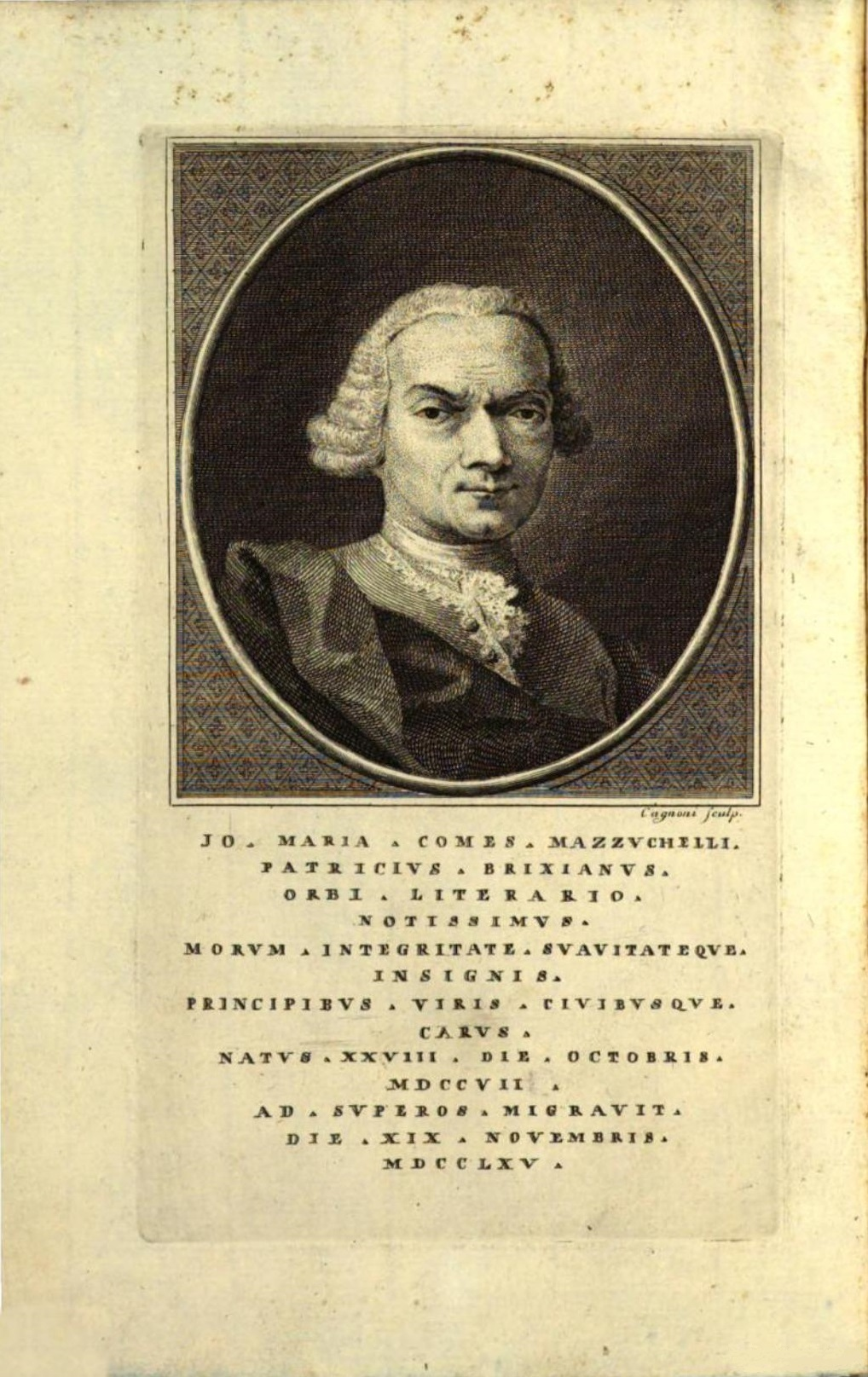
D. Cagnoni, ritratto di Giammaria Mazzuchelli (1707–1765)

- G. Colpani, Le comete. Poemetto, (frontespizio, stemma, vignetta iniziale e finalino)
- F. M. da Avignone, L'ora santificata all'Adorazioni del SS.mo Sacramento,  Stamperia Reale, Torino 1792.
- De Cesaris, Ephemerides astronomicae anni 1777 Ad meridianum Mediolanensem supputatae, Milano, Galeazzi, 1776 (incisione della specula astronomica di Brera)[17]
- O. di Santa Maria, Dissertazioni storiche critiche sopra la cavalleria antica e moderna, Brescia, Rizzardi, 1761 (ritratto di V. Gaifani, nobile bresciano disegnato dal Cagnoni in antiporta, frontespizio, testatina, iniziali, finalini)[18]
- D. Duranti, Virginia, Rizzardi, Brescia 1768 (antiporta, frontespizio, 2 ritratti, stemma, capilettera e finalini)[19]
- Epithalamia exoticis linguis reddita, Tipografia regia-Bodoni, Parma 1775
- V. Gambara scrive a Pietro Bembo. Rime e lettere raccolte da Felice Rizzardi, Brescia 1759 (incisione in antiporta - url sottoriportato, vignetta in frontespizio, stemma dei Gambara, capilettera, ritratto dell’autrice, incisione a piena pagina con la Gambara nell’atto di comporre una lettera al Cardinal Bembo, accompagnata da putti)[20],
- Gestorum ab Episcopis salutientibus Anakephalaiosis recusa…, Tipografia regia-Bodoni, Parma 1783 (Antiporta figurata, stemmi di vescovi, un’immagine della Madonna, cornice tipografica ad ogni pagina, vignette e finalini. )[21]
- G. Mazzuchelli, Vita costumi e scritti del conte Giammaria Mazzuchelli patrizio bresciano, G. Bossini, Brescia 1776 (ritratto in antiporta, stemma)[22]
- P. Moscati, Dissertazioni sopra una gramigna che nella Lombardia infesta la segale, Milano, G. Marelli, 1772; (ritratto di M. Teresa d'Austria in frontespizio, l'Abbondanza con cornucopia e spighe, capilettera, testatine e finalini)[23]
- Opuscoli scelti sulle scienze e sulle arti, tomi I-XI,  G. Marelli, Milano 1788 (diverse tavole ripiegate per ogni volume)
- P.M. Paciaudi, Memorie dei Gran Maestri del Sacro Militar Ordine Gerosolimitano, tre tomi, Stamperia Reale Bodoni, Parma 1780 (contiene la Corografia delle sacre spedizioni d'oltre mare)[24]

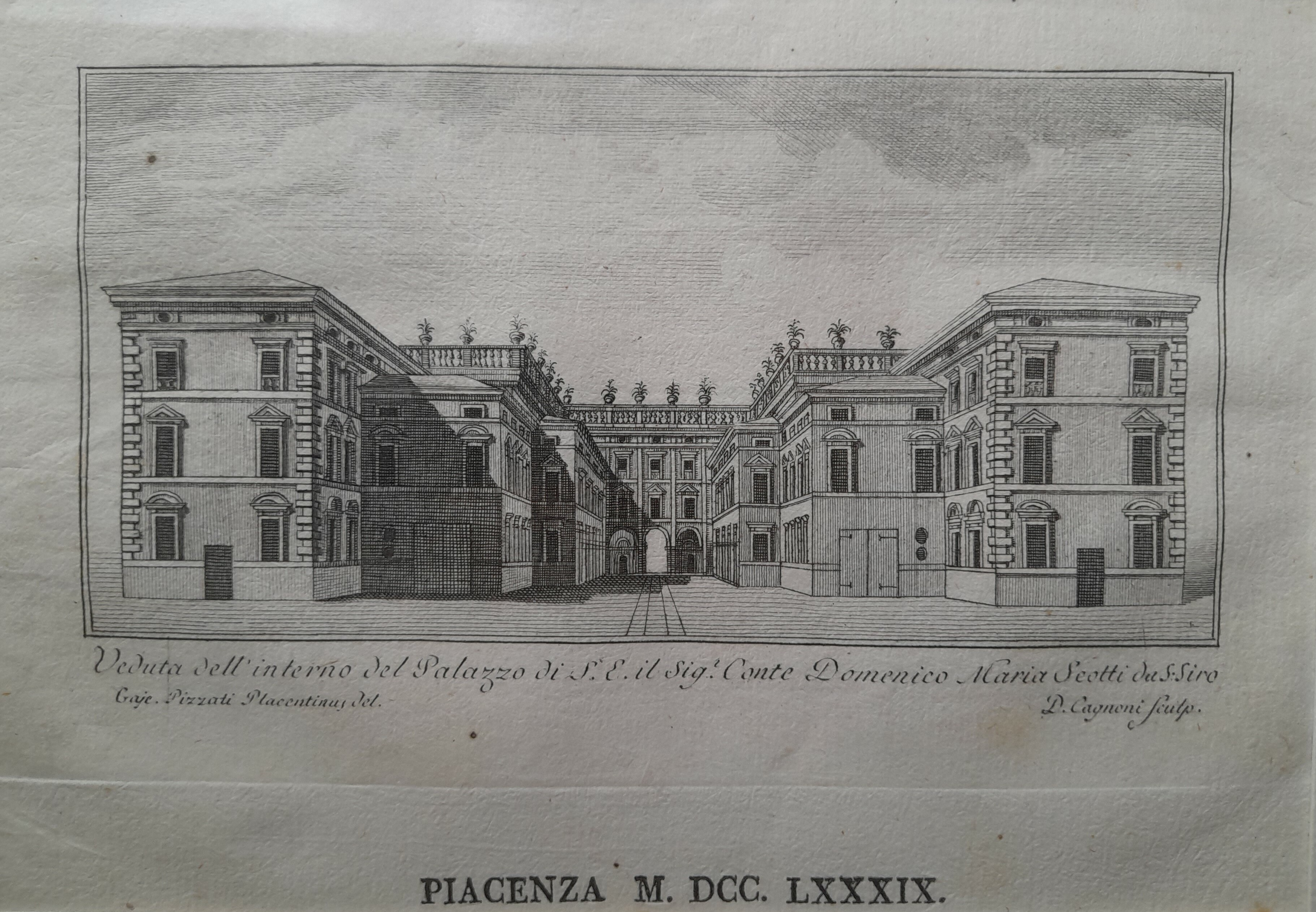
D. Cagnoni, incisione in frontespizio tomo II delle Memorie per la storia letteraria di Piacenza, di C. Poggiali

- Cristoforo Poggiali, Memorie per la storia letteraria di Piacenza,vol. I e II, Olcesi, Piacenza 1789 (una incisioni in frontespizio per ciascun volume)
- Scelta opuscoli interessanti tradotti in varie lingue, vol. 1775, 1777 (capilettera, finalini, tavola ripiegata)
- A. Sambuca, Due lettere alla… Contessa Donna Marianna Colloredo Crivelli…, Brescia, Rizzardi 1762 (4 piccole incisioni e 2 grandi tavole ripiegate una del Cagnoni e una dello Zucchi)
- G.A. Turbini, Dissertazione sopra l'uso dei camini e sulle cagioni principali del fumo detta nel recinto della Pubblica Libreria Quiriniana in una pubblica adunanza dell'Accademia di Fisica sperimentale il dì 9 maggio 1765, Brescia, G. B. Bossini, 1765)[12]
- P. de Senac, Trattato della struttura del cuore della sua azione e delle sue infermità…,  Rizzardi, Brescia 1773 (17 tavole ripiegate a fine primo volume, per lo più con due o più figure)
- P. Verri, Storia di Milano, 2 voll., Milano, Marelli, 1793 (capilettera, tavole ripiegate con palazzi, finalini)[25]